# Carex suberecta
Carex suberecta är en halvgräsart som först beskrevs av Stephen Thayer Olney, och fick sitt nu gällande namn av Nathaniel Lord Britton. Carex suberecta ingår i släktet starrar, och familjen halvgräs. Inga underarter finns listade i Catalogue of Life.